# جاك أوكونيل (لاعب كرة قدم)
جاك أوكونيل (بالإنجليزية: Jack O'Connell) هو لاعب كرة قدم بريطاني في مركز الدفاع، ولد في 29 مارس 1994 في ليفربول في المملكة المتحدة. شارك مع منتخب إنجلترا تحت 18 سنة لكرة القدم ومنتخب إنجلترا تحت 19 سنة لكرة القدم. أما مع النوادي، فقد لعب مع بلاكبيرن روفرز وشيفيلد يونايتد ونادي برينتفورد ونادي روتشديل ونادي روذرهام يونايتد ونادي يورك سيتي.

## وصلات خارجية
- جاك أوكونيل على موقع قاعدة بيانات كرة القدم.إي يو (الإنجليزية)
- جاك أوكونيل على موقع Soccerbase.com (لاعب) (الإنجليزية)
- جاك أوكونيل على موقع Soccerway.com (الإنجليزية)
- جاك أوكونيل على موقع عالم كرة القدم.نت (الإنجليزية)